# Harrovia japonica
Harrovia japonica is een krabbensoort uit de familie van de Pilumnidae. De wetenschappelijke naam van de soort is voor het eerst geldig gepubliceerd in 1921 door Balss.